# おたかぜ君
『おたかぜ君』（おたかぜくん）は、植田まさしによる日本の4コマ漫画作品。

## 解説
『別冊週刊漫画TIMES』（芳文社）に連載された。芳文社コミックスの『のんき君』単行本に収録されたほか、『特盛のんき君』にも掲載されている。
会社員の主人公・おたかぜと仲間達によるギャグ漫画。タイトルの由来はフリテンくんと同じく麻雀用語の「オタ風」（あまり役に立たない風牌のこと）から。

## 登場人物
おたかぜ
主人公。イタズラ好きの社員。むっつりスケベ。独身。
課長
髭が特徴。おたかぜのいたずらの被害に遭う。かりあげクンの課長と似ているが、同一人物ではない。
社長
ハゲ頭が特徴。おたかぜに手を焼く。
その他、登場するが名前は不明。

## 単行本
- POCKET COMICS 気楽なサラリーマン おたかぜくん（芳文社、1987年6月30日初版発行、MANGA TIME COMICS）